# 瓦兹河畔香槟
瓦兹河畔香槟（法語：Champagne-sur-Oise，法語發音：[ʃɑ̃paɲ syʁ waz] ⓘ）是法国法蘭西島大區瓦兹河谷省的一个市镇，位于该省北部，属于蓬图瓦兹区。

## 地理
瓦兹河畔香槟（49°8'9"N, 2°14'8"E）面积9.45 平方千米，位于法国法蘭西島大區瓦兹河谷省，该省份为法国北部内陆省份，北起瓦兹省，西接厄尔省，南至塞纳-圣但尼省、上塞纳省和伊夫林省，东临塞纳-马恩省。
与瓦兹河畔香槟接壤的市镇（或旧市镇、城区）包括：尚布利、埃杜维尔、利勒亚当、穆尔、帕尔曼、佩尔桑、龙克罗勒。

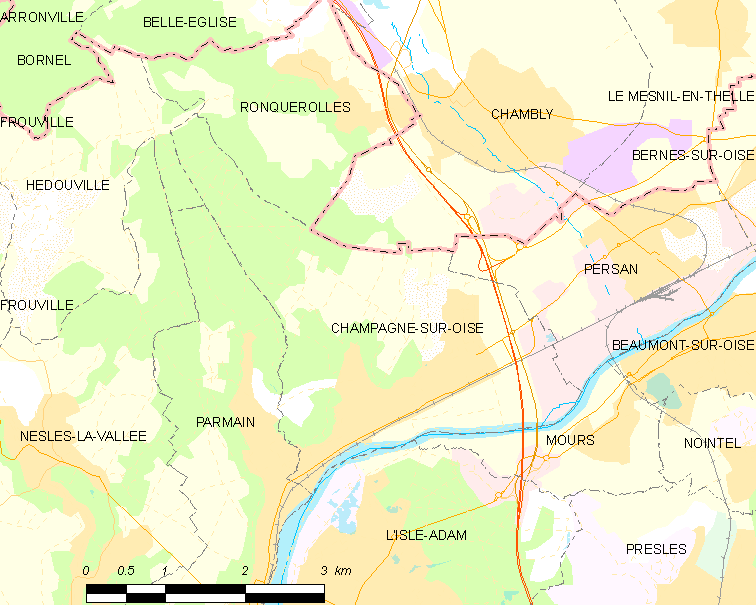
瓦兹河畔香槟的OSM定位图

瓦兹河畔香槟的时区为UTC+01:00、UTC+02:00（夏令时）。

## 行政
瓦兹河畔香槟的邮政编码为95660，INSEE市镇编码为95134。

## 政治
瓦兹河畔香槟所属的省级选区为利勒亚当县。

## 人口

1962-2008年间瓦兹河畔香槟人口变化图示

瓦兹河畔香槟于2022年1月1日时的人口数量为5022人。